# 신드바드 (드라마)
신드바드(Sinbad)는 2012년 7월 8일부터 9월 23일까지 방영된 BBC One 드라마이다.

## 방송 시간
| 방송 채널 | 방송 기간                          | 방송 시간                             |
| --------- | ---------------------------------- | ------------------------------------- |
| KBS 2TV   | 2012년 11월 10일                   | 토요일 밤 11:25 ~ 1:05(2편 연속 방송) |
| KBS 2TV   | 2012년 11월 24일 ~ 2013년 2월 23일 | 매주 토요일 밤 12:35 ~ 1:25(1편 방송) |
| KBS 1TV   | 2015년 9월 24일 ~ 2015년 12월 7일  | 매주 월요일 밤 12:20 ~ 1:10           |

## 한국판 성우진(KBS)
- 강수진 - 신드바드(엘리엇 나이트)
- 박상일 - 에미르(이골 나오르,1,2,4,6화)
- 이정구 - 아크바리(나빈 앤드류스,1~7화)
- 김옥경 - 타린(올라 브래디)
- 서문석 - 자밀(드본 앤더슨,1,12화) / 요리사(주닉스 이노시안)
- 조진숙 - 날라(에스텔라 다니엘스,1~7화) / 알레나(이반나 린치,12화)
- 홍진욱 - 군나르(엘리엇 코완)
- 남도형 - 안와르(드미트리 레오니다스)
- 이미연 - 리나(마라마 콜레트)
- 배정미 - 타이거(튜펜스 미들턴,9~12화)
- 김영진 - 선장(1화) / 압둘파힘(3화) / 대장(조지 로시,6화) / 라스테사 신부(더그레이 스콧,11화)
- 윤호 - 타짐(로버트 길버트,1,2,5,7화)
- 임수아 - 사피아(자넷 수즈먼,1,2,6,7화)
- 차명화 - 라지아(소피 오코네도,2화)
- 정성훈 - 칼리드(아키 리스,2화)
- 공경은 - 애브리아(카틴카 에그레스,3화)
- 윤세웅 - 패리스(아인 맥키,3화)
- 이장원 - 아니케투스(티모시 스폴,4화)
- 유해무 - 옵시디언(카스튼 노가드,5화)
- 서지연 - 로이진(조지아 킹,6화)
- 이윤선 - 오마르(마누엘 코우치,7화)
- 임은정 - 헬렌(피선 버게스,7화)
- 안찬이 - 쿠지(한나 투인튼,8화)
- 최문자 - 여교수(닉키 아무카 버드,10화) / 티알(니콜라스 갈레아,11화)
- 온영삼 - 아즈디(마크 루이스 존스,10화)
- 정훈석 - 리프(리 잉글리비,10화)
- 박희은 - 라라(미란다 레이종,11화)
- 번역: 최미희
- 연출: 이재길